# Stazione di Vico Matrino
La stazione di Vico Matrino è la stazione ferroviaria a servizio della omonima frazione del comune di Capranica. Ubicata lungo la ferrovia Roma-Capranica-Viterbo.

## Storia
La stazione venne attivata prima del 1899. Inizialmente portava il nome di Barbarano Romano, che abbandonò il 1º novembre 1929 assumendo l'attuale denominazione (Vico Matrino). Probabilmente si scelse di abbandonare il nome di Barbarano Romano per evitare di creare confusione tra i pendolari, dato che pochi mesi prima fu inaugurata una stazione sulla linea Civitavecchia-Orte chiamata Barbarano Romano-Veiano.
La stazione è situata nel punto più elevato della linea (450 m s.l.m.), a 1 km circa dalla località Querce d'Orlando, in prossimità dei ruderi dell'antica Vicus Matrini.

## Movimento
La stazione, rimasta attiva fino ai primi anni novanta, non è interessata da alcun servizio regolare, tanto da non essere nemmeno riportata, dal 2006, sull'orario ferroviario ufficiale di Trenitalia.
Il binario di precedenza è stato successivamente rimosso.